# Uromastyx thomasi
Uromastyx thomasi es una especie de lagarto del género Uromastyx, familia Agamidae. Fue descrita científicamente por Parker en 1930.
Habita en la costa de Omán y Kuwait.